# Callisthenia angusta
Callisthenia angusta är en fjärilsart som beskrevs av William Schaus 1905. Callisthenia angusta ingår i släktet Callisthenia och familjen björnspinnare. Inga underarter finns listade i Catalogue of Life.